# Нікольське (Кривошиїнський район)
Ні́кольське (рос. Никольское) — село у складі Кривошиїнського району Томської області, Росія. Входить до складу Іштанського сільського поселення.

## Населення
Населення — 218 осіб (2010; 352 у 2002).
Національний склад (станом на 2002 рік):
- росіяни — 95 %